# Травести (амплуа)
Травести́ (от итал. travestire — «переодевать») — театральное амплуа, требующее исполнения соответственно переодетым лицом роли другого пола; преимущественно актриса, исполняющая роли детей и подростков (как девочек, так и мальчиков), а также роли, требующие переодевания в мужской костюм. Травести называют также оперных певиц, выступающих в партиях юношей, которые композиторами XVIII—XIX веков создавались для женских голосов меццо-сопрано и контральто (например, Зибель в «Фаусте» Ш. Ф. Гуно и Лель в «Снегурочке» Николая Римского-Корсакова).
В драматическом театре и фильмах XX века к услугам актрис-травести прибегали главным образом потому, что добиться от актёра-ребёнка требуемого для сложных ролей исполнительского мастерства нелегко. Кроме того, актёр-подросток быстро взрослеет, и на его роль нужно было бы вводить нового исполнителя, тогда как актриса-травести может выступать в одной и той же роли многие годы (так, Валентина Сперантова играла на сцене Чиполлино и Володю Дубинина в постановке по «Улице младшего сына» вплоть до 50 лет).

## Женщины-травести в театре и кино
В драматическом театре к травести относят как детские роли, исполняемые взрослыми актрисами, так и роли девушек, которым по ходу действия приходится выдавать себя за мужчин, переодеваться в мужское платье (например, Виола в «Двенадцатой ночи» Шекспира, Шура Азарова в «Давным-давно» Александра Гладкова, Беатриче в «Слуге двух господ» Карло Гольдони, Габриэль в водевиле «Девушка-гусар» Ф. А. Кони и т. д.).
С амплуа травести, так или иначе, начинали свой путь многие советские и российские кино- и театральные актрисы. Среди них — Надежда Айзенберг, Татьяна Аксюта, Варвара Асенкова, Мария Бабанова, Мария Барабанова, Вера Бендина, Зоя Булгакова, Татьяна Весёлкина, Мария Виноградова, Людмила Гнилова, Лариса Голубкина, Янина Жеймо, Нина Казаринова, Лидия Князева, Клавдия Коренева, Татьяна Курьянова, Татьяна Матюхова, Евгения Морес, Мария Неменко-Бабковская, Надежда Румянцева, Валентина Сперантова, Алиса Фрейндлих, Татьяна Шатилова, Людмила Чернышёва и другие. Также в качестве травести начинали карьеру Лия Ахеджакова в Москве и Вера Кавалерова в Минске. Ольга Бган стала первой советской актрисой, исполнившей роль Маленького Принца в одноимённой постановке.
Из широко известных западных и восточных актрис к травести относят шведскую оперную певицу Малену Эрнман, французских актрис Вирджини Дезаже и Сару Бернар, канадку Мэри Пикфорд, американку Мод Адамс, актрис разновидностей китайской оперы Ям Кимфай, Айви Лин По и Ян Лихуа.
Некоторые из перечисленных выше актрис впоследствии применили свой опыт в озвучивании и дубляже, где их голосами часто говорили дети. Яркие примеры советской эпохи — Мария Виноградова, Валентина Сперантова, Вера Бендина, Людмила Гнилова.
Данное амплуа в начале XXI века рассматривается как исчезающее и в киноиндустрии, и на телевидении, и в театре, в том числе в России. В частности, режиссёр и педагог Владимир Богатырёв высказал по этому поводу такое мнение: «Это амплуа вообще всегда было редко. И эти актрисы — обладательницы редкого дара, и с годами это все меньше и меньше встречается. А подходить к этому формально нельзя». Актриса Татьяна Аксюта в интервью заявила, что считает себя «последней травести», утверждая, что традиционная система амплуа в современном театре в принципе перестала существовать.

## Мужчины-травести
Несмотря на то, что большинство современных травести (по крайней мере, в «европейской» традиции) — женщины, традиция исполнения актёром роли персонажа, принадлежащего к другому полу, гораздо старше, причём изначально (вплоть до XVI—XVII вв.) расхождение сценического и природного пола носило противоположный характер: женщины не допускались на театральную сцену, и женские роли исполняли мужчины — чаще юноши или кастраты.
Похожая традиция (исполнение женских ролей мужчинами) сохраняется в некоторых более консервативных национальных театрах, например японском кабуки, где по сей день, за редким исключением, отсутствуют женщины и до сих пор сохраняются действующие кланы актёров-оннагата (без возрастных и репродуктивных ограничений). В 1950—1960-е годы ряд оннагата, придя в кинематограф, стали звёздами и японского кино, причём среди них были как сохранявшие это амплуа на сцене, но отошедшие от него на экране (например, Окава Хасидзо II), так и применявшие его и в кино — например, Кадзуо Хасэгава, снявшийся и в начале, и в конце своей кинокарьеры в экранизациях одной и той же известной драмы «Месть актёра» (Yukinojo henge), где играл как главную роль лишившегося жены актёра-оннагата Юкинодзё, так и роль его матери. Известнейший из ныне выступающих оннагата Бандо Тамасабуро V имеет в своём активе женские роли не только японского, но и классического репертуара: Джульетту, Электру, леди Макбет, — а в 1994 сыграл в постановке и фильме Анджея Вайды «Настасья» по роману Достоевского «Идиот» роли обоих полов — Настасьи Филипповны и князя Мышкина (первая мужская роль в его карьере).
Из российских и советских актёров ролями в амплуа травести известны, в частности, актёр Суворинского театра Борис Глаголин, который исполнил в 1908 году роль Иоанны в шиллеровской «Орлеанской деве» (реконструктивная постановка Н. Н. Евреинова; впоследствии этот опыт считался одним из наиболее удачных в трактовке этого образа), Олег Табаков (мисс Эндрю в «Мэри Поппинс, до свидания»), Александр Калягин («Здравствуйте, я ваша тётя!») и ряд детей-актёров, в частности Фёдор Стуков («Родня»). Широко известна также роль Бабы Яги, многократно отыгранная артистом Георгием Милляром в фильмах-сказках Александра Роу. Среди западных актёров можно выделить Майкла Дж. Фокса, сыгравшего во втором фильме кинотрилогии «Назад в будущее» главного героя в разном возрасте, его сына и дочь, и Дастина Хоффмана, сыгравшего две главные роли (мужскую и женскую) в комедии «Тутси».
Кроме того, травести-образы стали основными у некоторых эстрадных актёров, таких как Вероника Маврикиевна и Авдотья Никитична (Вадим Тонков и Борис Владимиров), Верка Сердючка (Андрей Данилко), Новые русские бабки (Игорь Касилов и Сергей Чванов), которые комично изображают женщин в возрасте.
Ошибочно считать, что амплуа травести носит сугубо технический (женщины в роли детей) или комический характер. Часто к эстетике травести прибегают серьезные режиссёры и перформеры, руководствуясь исключительно художественными соображениями. К таким примерам можно отнести творчество режиссёра Романа Виктюка, где, в основном, все главные женские роли отданы актёрам-мужчинам («Служанки», «Саломея», «Федра», «Ромео и Джульетта» и пр.).

## Женщины в роли мужчин в опере
Практика исполнения женщинами en travesti в операх распространилась с начала XIX века, когда кастрирование будущих певцов стало невозможным, а кастратов на сцене стали в ролях молодых мужчин замещать певицы контральто (позднее также и меццо-сопрано). Например, главная роль в «Танкреде» Россини в 1813 году была написана специально для певицы. Роли мужчин для исполнения женщинами и ранее писали, в частности, Гендель и Моцарт — как правило, для изображения мальчика либо очень молодого человека (такого, как юный паж Керубино в «Женитьбе Фигаро»).
В первой половине XX века композиторы продолжали использовать женщин для исполнения ролей молодых людей, когда чувствовали, что голос зрелого тенора не подходит для этой партии (так как в оперных труппах того времени контртеноров не было, а альтино использовались только для второстепенных ролей). Одним из ярких примеров является Рихард Штраус, который использовал меццо-сопрано для Октавиана в опере «Кавалер розы» и для Композитора в «Ариадне на Наксосе».

## Травести в поэзии
- «Травести» — песня Александра Городницкого
- Юрий Левитанский:

…По соседству с нами, не без риска,

Проживают, господи прости,

Две жонглёрки, иллюзионистка,

Знаменитый комик-травести.

С комиком ужасная морока,

Хоть репертуар его расхож,

Говорят, что был похож на Блока.

Стал теперь на Брюсова похож.